# Pseudopoda complanata
Espèce
Pseudopoda complanata est une espèce d'araignées aranéomorphes de la famille des Sparassidae.

## Distribution
Cette espèce est endémique de la province de Phitsanulok en Thaïlande,. Elle se rencontre dans le parc national de Phu Hin Rong Kla.

## Description
Les mâles mesurent de 7,3 à 8,0 mm et les femelles de 8,2 à 9,5 mm.

## Systématique et taxinomie
Cette espèce a été décrite par Zhang, Jäger et Liu en 2023.

## Publication originale
- Zhang, Zhu, Zhong, Jäger & Liu, 2023 : « A taxonomic revision of the spider genus Pseudopoda Jäger, 2000 (Araneae: Sparassidae) from East, South and Southeast Asia. » Megataxa, vol. 9, no 1, p. 1-304.